# Monte Rascias
Il monte Rascias (Mont-Rascias in francese e ufficialmente) è una montagna delle Alpi Graie alta 2784 m s.l.m.. Su alcune vecchie pubblicazioni il monte Rastcias, nelle Alpi Cozie, viene anch'esso chiamato monte Rascias.

## Descrizione

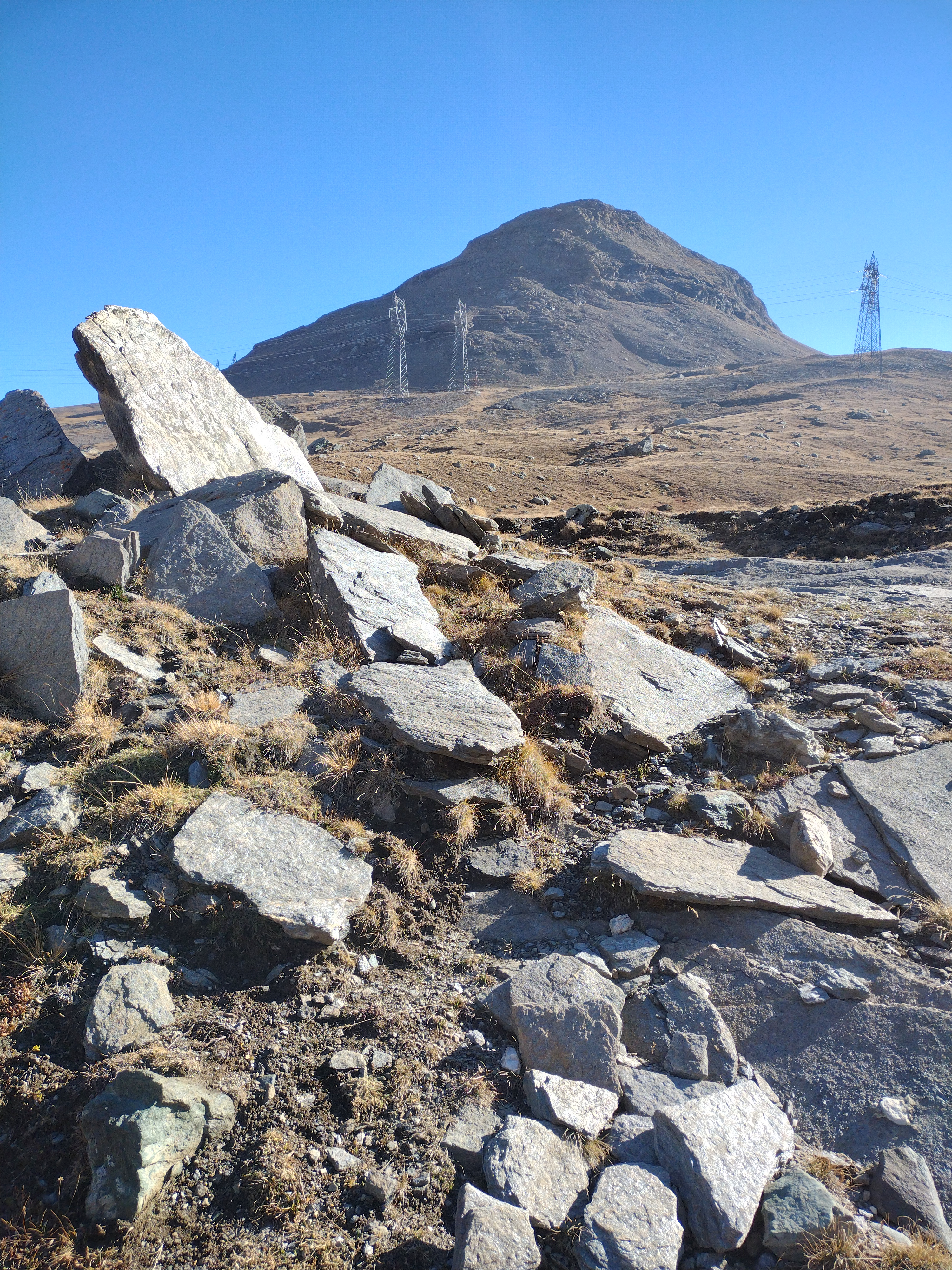
Versante nord della montagna

La montagna si trova nella valle di Champorcher e domina da est il Lago Misérin, verso il quale si affaccia con una parete rocciosa piuttosto ripida. È situata sullo spartiacque che separa il vallone del Torrent du Misérin (a ovest) da quello del Torrent de la Roése-di-Bantse. Lo spartiacque si esaurisce a nord, sul fondovalle, presso la località Dondena, mentre a sud dopo alcune elevazioni minori si raccorda con il crinale Soana/Ayasse in corrispondenza della Pointe-du-Lac-Gelé (3021 m). Sulla cima del monte Rascias, che si presenta come una vasta cupola erbosa, si trova un ometto di pietrame. Si tratta di un ottimo punto panoramico sull'alta valle di Champorcher.

## Geologia
La montagna fa parte di un'area caratterizzata dall'inclusione di micascisti in una matrice circostante composta principalmente da calcescisti. In tutta la zona è possibile distinguere varie forme della geomorfologia glaciale, riferibili al ghiacciaio che nel quaternario occupava la vallata.

## Accesso alla vetta

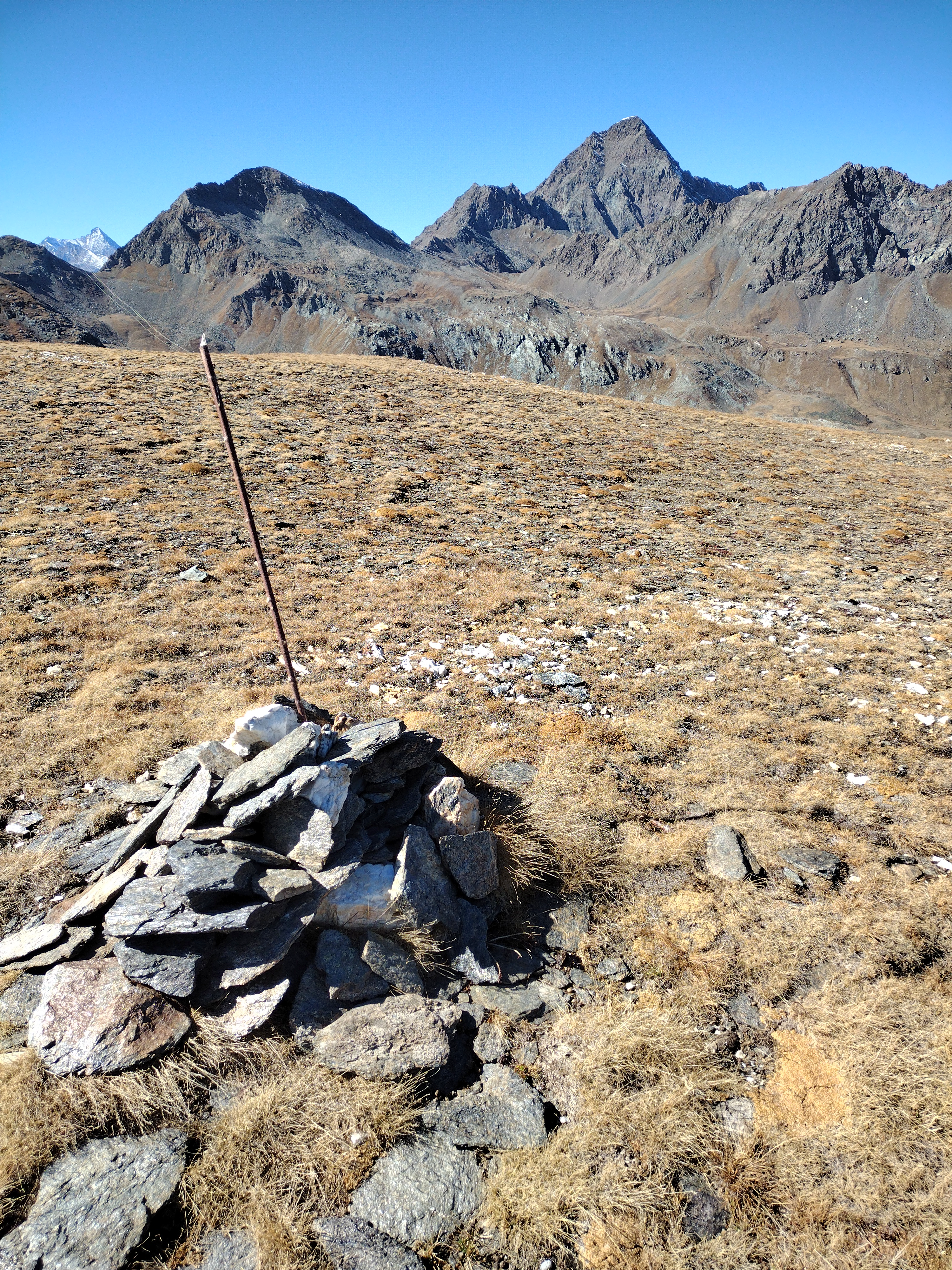
L'ometto sulla cima

### Salita estiva
Si può raggiungere la cima del Monte Rascias o da Dondena o dal lago Misérin con itinerari escursionistici senza particolari difficoltà.

### Salita invernale
Il monte Rascias è considerato particolarmente adatto come meta per escursioni scialpinistiche. All'inizio o a alla fine della stagione invernale, quando la strada fino a Dondena è libera dalla neve, l'avvicinamento può essere notevolmente abbreviato. Anche in pieno inverno, in alternativa alla partenza dalla frazione Mont-Blanc (dove termina la strada asfaltata), può essere utilizzato l'impianto di risalita della Cime Rousse · , riducendo così di parecchio il dislivello da superare per raggiungere la cima del monte. La difficoltà della salita è considerata di tipo  MS.

## Punti di appoggio
- Rifugio Dondena, 2192 m
- Rifugio Misérin, 2582 m[7]